# 글리코젠 가인산분해효소
글리코젠 가인산분해효소(영어: glycogen phosphorylase) (EC 2.4.1.1) 또는 글리코젠 포스포릴레이스는 가인산분해효소의 일종이다. 글리코젠 가인산분해효소는 말단의 α(1→4) 글리코사이드 결합으로부터 포도당 1-인산을 방출함으로써 동물의 글리코젠 분해에서 속도 제한 단계를 촉매한다. 글리코젠 가인산분해효소는 가역적 인산화와 다른 자리 입체성 조절 효과에 의해 조절되는 모델 단백질로도 연구된다.

## 같이 보기
- 글리코젠
- 가인산분해효소